# Osek (ort i Tjeckien, Södra Böhmen, lat 49,44, long 14,30)
Osek är en ort i Tjeckien.   Den ligger i regionen Södra Böhmen, i den centrala delen av landet, 70 km söder om huvudstaden Prag. Osek ligger 452 meter över havet och antalet invånare är 119.
Terrängen runt Osek är platt. Runt Osek är det ganska glesbefolkat, med 31 invånare per kvadratkilometer. Närmaste större samhälle är Písek, 18,6 km sydväst om Osek. Omgivningarna runt Osek är en mosaik av jordbruksmark och naturlig växtlighet.